# N,N-Bis(2-hydroxyethyl)-4-fluor-3-nitroanilin
N,N-Bis(2-hydroxyethyl)-4-fluor-3-nitroanilin ist eine chemische Verbindung aus der Gruppe der Nitroaniline.

## Gewinnung und Darstellung
N,N-Bis(2-hydroxyethyl)-4-fluor-3-nitroanilin kann durch Reaktion von 4-Fluor-3-nitroanilin mit Ethylenoxid gewonnen werden.

## Eigenschaften
N,N-Bis(2-hydroxyethyl)-4-fluor-3-nitroanilin ist ein oranger Feststoff.

## Verwendung
N,N-Bis(2-hydroxyethyl)-4-fluor-3-nitroanilin zur Herstellung anderer chemischer Verbindungen (wie zum Beispiel HC Blue No. 1 oder HC Blue No. 2) verwendet.